# باغ نیمه‌شب تام
باغ نیمه‌شب تام (به انگلیسی: Tom's Midnight Garden) این یک رمان فانتزی کودکان نوشتهٔ فیلیپا پیرس، نویسندهٔ انگلیسی است. این کتاب برای اولین بار در سال ۱۹۵۸ توسط انتشارات دانشگاه آکسفورد با تصویرگری سوزان آینزیگ منتشر شد. داستان دربارهٔ پسری دوازده‌ساله به نام تام است که هنگام اقامت نزد عمه و عمویش، نیمه‌شب از خانه بیرون می‌رود و باغی جادویی و اسرارآمیز از دوران ویکتوریا را کشف می‌کند، جایی که با دختری جوان به نام هتی دوست می‌شود. این رمان بارها به صورت چاپی تجدید چاپ شده و همچنین برای رادیو، تلویزیون، سینما و تئاتر اقتباس شده است.

## داستان
هنگامی که پیتر، برادر تام لانگ، به سرخک مبتلا می‌شود، تام به خانهٔ عمویش آلن و عمه‌اش گوئن فرستاده می‌شود. آن‌ها در طبقهٔ بالای یک خانهٔ بزرگ زندگی می‌کنند که باغی ندارد و فقط یک حیاط کوچک برای پارکینگ دارد. زمین‌های سابق خانهٔ بزرگ برای ساخت‌وساز فروخته شده و حالا خانه‌های مدرن آن را اشغال کرده‌اند. صاحبخانهٔ مسن و گوشه‌گیر، خانم بارتولومیو، در طبقهٔ بالای آن‌ها زندگی می‌کند. چون تام ممکن است ناقل بیماری باشد، اجازه ندارد بیرون برود و بازی کند، و احساس تنهایی می‌کند. بدون فعالیت بدنی، او پس از نیمه‌شب بیدار می‌ماند و بی‌قرار است که ناگهان صدای عجیب ساعت بزرگ را می‌شنود که ۱۳ بار می‌زند. او برای بررسی بلند می‌شود و متوجه می‌شود که درب پشتی حالا به باغی بزرگ و آفتابی باز می‌شود. اما صبح روز بعد که تام دوباره درب را بررسی می‌کند، باغ دیگر آنجا نیست.
هر شب ساعت ۱۳ بار می‌زند و تام به زمین‌های دوران ویکتوریا بازمی‌گردد. او با کودک دیگری به نام هتی، آشنا می‌شود و آن‌ها به هم‌بازی‌های جدایی‌ناپذیر تبدیل می‌شوند. تام گاهی خانواده را می‌بیند، اما فقط هتی (و بعداً در کتاب مشخص می‌شود که باغبان هم) او را می‌بیند و دیگران فکر می‌کنند هتی به‌تنهایی بازی می‌کند. مشخص می‌شود که هتی یتیمی است که پس از مرگ والدینش برای زندگی با عمه‌اش و سه پسرعمو بزرگ‌ترش فرستاده شده‌است.
تام هر روز ماجراهایش را برای برادرش پیتر می‌نویسد، که او هم در دوران نقاهتش این ماجراها را دنبال می‌کند – و بعداً هم، چون تام نقشه می‌کشد تا اقامتش نزد عمه و عمو را کند. به‌تدریج، هتی بزرگ می‌شود و از سن تام پیشی می‌گیرد؛ تام متوجه می‌شود که به نقاط مختلفی از گذشته منتقل می‌شود. در نهایت، هتی با سرعت بیشتری بزرگ می‌شود تا اینکه بالغ می‌شود و مورد توجه یکی از آشنایانش که به او «بارتی» لقب داده‌اند، قرار می‌گیرد. در این مرحله از کتاب، فصل در باغ قدیمی معمولاً زمستان است. تام با زیرکی یک جفت اسکیت یخی به دست می‌آورد؛ او از هتی می‌خواهد کفش قدیمی‌اش را در اتاقش پنهان کند، جایی که تام بعداً آن‌ها را پیدا می‌کند و شب بعد به او در اسکیت‌سواری ملحق می‌شود.
در شب آخر، پیش از آنکه تام به خانه بازگردد، او به پایین می‌رود و متوجه می‌شود باغ دیگر آنجا نیست. او با سراسیمگی سعی می‌کند آن را پیدا کند، اما به مجموعه‌ای از سطل‌های زباله در حیاط امروزی برخورد می‌کند و چند نفر از ساکنان را بیدار می‌کند. او با ناامیدی نام هتی را فریاد می‌زند، پیش از آنکه عمویش آلن او را پیدا کند و این اتفاقات را به خواب‌گردی تام نسبت دهد. صبح روز بعد، خانم بارتولومیو تام را فرا می‌خواند تا عذرخواهی کند، اما سپس فاش می‌کند که خودش هتی است؛ او وقتی نامش را شنید که تام فریاد زد، این ارتباط را درک کرد. اتفاقاتی که تام تجربه کرده بود، در گذشتهٔ هتی واقعی بودند؛ او با رفتن به باغ در زمان‌هایی که هتی آن‌ها را در خواب می‌دید، وارد آن‌ها شده بود. در شب آخر، هتی به‌جای آن خواب عروسی‌اش با بارتی را می‌دید.
پس از بردن تام به خانه، عمه گوئن دربارهٔ رفتار عجیب تام هنگام خداحافظی با خانم بارتولومیو اظهارنظر می‌کند: او طوری او را در آغوش گرفت که انگار یک دختر کوچک است.

## اقتباس سینما و تلویزیون
- باغ نیمه‌شب تام (فیلم ۱۹۹۹)
- باغ نیمه‌شب تام  (مجموعه تلویزیونی ۱۹۸۹)